# بدر الفارسي
بدر شيخان الشيخ أحمد الفارسي من مواليد دولة الكويت في عام 1949 ، نائب سابق، شارك في انتخابات مجلس الأمة الكويتي في الفصل التشريعي العاشر عام 2003 وفاز بالعضوية عن الدائرة التاسعة - الروضة - وحصل علي (1095) صوت، وجاء بالمركز الأول.

## مواقفه في مجلس الأمة
| الكتل                                                    | مستقل                    |
| اللجان                                                   | لجنة شؤون الاسكان        |
| إحالة قانون الدوائر إلى عشر إلى المحكمة الدستورية (2006) | موافق                    |
| تقليص الدوائر إلى خمس (2006)                             | ضد تقليص الدوائر إلى خمس |
| حقوق المرأة السياسية (2005)                              | رافض القانون             |
| طلب طرح الثقة بالجارالله (2005)                          | لا موقف رسمي             |
| طرح الثقة بالنوري (2004)                                 | معارض لطرح الثقة         |